# Schronisko Łomnickie
Schronisko Łomnickie (słow. Skalnatá chata, Chata pri Skalnatom plese, niem. Steinbachseehütte) – schronisko turystyczne w Tatrach Wysokich na Słowacji, w pobliżu Łomnickiego Stawu w Dolinie Łomnickiej (Skalnatá dolina), położone na wysokości 1725 m n.p.m.

## Historia
Początki schroniska datuje się na rok 1841, kiedy istniejącą w tym miejscu naturalną skalną kolebę obmurowano i dostosowano do potrzeb noclegowych. Inicjatorami prac byli czterej śląscy turyści (Carl Lohmeyer, Ferdinand Burkhardt, Carl Schneider i Josef Scholz) oraz ich dwaj przewodnicy Jakob Lux i Michael Stüber. Remonty koleby odnotowano w roku 1877 (właściciel terenu Andor Spóner) oraz 1915. Wówczas obiekt znajdował się we władaniu węgierskiego zarządu lasów, a dzięki pracom armii austro-węgierskiej podjętym z inicjatywy Towarzystwa Karpackiego zyskał on formę schronu dla 20–25 osób – z wysokim na 150 centymetrów betonowym murem, żelbetonowym dachem nawiązującym do naturalnej faktury skał, nieotwieranym zbrojonym oknem oraz kominem.
W 1894 do Łomnickiego Stawu doprowadzono znakowany na zielono szlak turystyczny z Tatrzańskiej Łomnicy, a w roku 1932 Magistralę Tatrzańską. W tym roku obiekt został przejęty przez Klub Czechosłowackich Turystów. Pierwszym gospodarzem z ramienia tej organizacji był Michal Tomčík z żoną Zuzką Rúfusovą. Jako chatar dokonał dalszej znacznej rozbudowy schroniska w taki sposób, że od 1935 roku stanowi ono jedynie przybudówkę dawnej koleby. Po osiągnięciu pełnej funkcjonalności w schonisku nocleg na łóżkach mogło znaleźć 14 osób, zaś w jadalni znalazły się trzy stoły i trzy ławy. Położony w głębi dawny schron został mieszkaniem gospodarza i kuchnią. Jeszcze jesienią 1935 roku przed wejściem Tomčík wybudował werandę o wymiarach 2 × 2 m spełniającą formę wiatrołapu.
Umowa dzierżawy Tomčíka została podpisana na sześć lat i w tym czasie miał on zwrócić KČST środki, jakie Klub wygospodarował na zakup meteriałów do rozbudowy. Mimo wyrobienia sobie wśród turystów dobrej renomy, frekwencja w schronisku nie pozwoliła na zwrot zadłużenia, szczególnie po wybuchu II wojny światowej, kiedy majątek KČST został przejęty przez Klub Słowackich Turystów i Narciarzy. Ostatecznie Tomčíkowie opuścili obiekt w 1945 roku
Po zakończeniu wojny Skalnatá chata przeszła w zarząd organizacji państwowych (Lesný závod Vysoké Tatry, Sokol Štátne lesy). Gospodarzami byli wówczas Michal Bobula (1946–1950) i mistrz Czechosłowacji w narciarstwie zjazdowym Karol Bruk (1951). W 1952 roku obiekt przekazano komunalnemu przedsiębiorstwu Vysoké Tatry, później przedsiębiorstwom Tatranské chaty, Restaurace a jídelny i państwowemu Turiście, z których zamienia zarządzali Vladimír Lang (1951), Ondrej Krasuľa (1952), Tibor Molnár i Arpád Szabó (1952–1953). Schronisko było zaniedbane i szybko niszczało. Już w 1952 roku zostało oznaczone jako „niezadowalające” i „dostępne awaryjnie”, rozważano rozbiórkę. W tym czasie miało możliwość udzielenia 18 noclegów. Sytuacja uległa poprawie za czasów Rudolfa Preslera (1953–1955), kiedy wykonano dalszą rozbudowę. Choć nie zwiększyła ona liczby oferowanych noclegów, powiększono wówczas pojemność jadalnii (z 20 do 29 osób) i podniesiono komfort świadczonych usług – nawet mimo faktu, iż wciaż nierozwiązany pozstawał problem z dostarczaniem wody. W kolejnych latach gospodarzami byli Jaromír Macháček (1956), Martin Fris (1957–1961), Jozef Rybanský (1962) i Marta Pavlová (1962–1972).
Schronisko zamknięto w 1972 roku jako nienadające się do użytku z przyczyn sanitarnych. Zostało zamienione w magazyn w zarządzie Czechosłowackich Kolei Państwowych zawiadujących koleją linową na Łomnicę. Funkcję tę pełniło do marca 1984 roku. W 1985 roku zburzono przybudówkę zasłaniającą dostęp do dawnego schronu. W dyskusji nad dalszym losem budynku rozważano jego całkowitą rozbiórkę, zamianę w centrum muzealno-informacyjne TANAP-u oraz przywrócenie do ruchu turystycznego. 
W 1993 roku TANAP wynajął schronisko nosiczowi (nosič) Lacowi Kulandze, który przeprowadził jego gruntowny remont, obejmujący także poprowadzenie wodociągu z budynku stacji kolejki przy Łomnickim Stawie oraz budowę oczyszczalni ścieków. W 1994 roku schronisko funkcjonowało w ograniczonym stopniu: oferowano posiłki wydawane przez okno. Ponowne otwarcie w pełnym zakresie nastąpiło w roku 1996. Kulanga był chatarem do swojej śmierci w 2020 roku. Do niego należy rekord nosiczów: wniósł on do Schroniska Zamkovskiego (Zamkovského chata) ładunek o masie 207 kg, zaś w sumie przez kilkanaście lat swojej kariery nosicza wniósł do różnych schronisk ponad 1000 ton ładunków. W 2020 roku gospodarzem został jego syn Pavol.
Schronisko dysponuje dziś 12 miejscami noclegowymi w pokojach cztero- i ośmioosobowym.

## Szlaki turystyczne
– zielony od nieczynnej stacji kolejki przy hotelu „Praha” w Tatrzańskiej Łomnicy do Łomnickiego Stawu. Czas przejścia: 2:30 h, ↓ 1:45 h
  – niebieski od pośredniej stacji kolejki „Start” w dolnej części doliny przez Huncowską Ubocz, Rakuską Polanę i Niżnią Rakuską Przełęcz nad Łomnicki Staw.
- Czas przejścia od stacji „Start” na Rakuską Polanę: 1:30 h, ↓ 1 h
- Czas przejścia z polany nad Łomnicki Staw: 1:30 h, ↓ 1 h

  – znakowana czerwono Magistrala Tatrzańska, prowadząca od Schroniska Zamkovskiego w Dolinie Małej Zimnej Wody nad Łomnicki Staw, a stąd dalej przez Rakuski Przechód do Doliny Zielonej Kieżmarskiej.
- Czas przejścia od schroniska Zamkovskiego nad Łomnicki Staw: 1 h, ↓ 45 min
- Czas przejścia znad stawu do schroniska nad Zielonym Stawem: 2:05 h, z powrotem 2:55 h

## Kontakt
- adres: Skalnatá chata, 059 60 Tatranská Lomnica